# IOS 13
iOS 13是苹果公司开发的iOS，由iPhone和iPod Touch操作系统搭载的第13个大版本，于2019年6月4日召开的WWDC2019发布。iOS 13的应用程序启动将快2倍、Face ID解锁也快30%、将支持iPhone 6s及以上型号。iOS 13还带来了多项更新，包括：深色模式、街景地图、重新设计并强化编辑功能的「照片」App、重新设计的「提醒事项」App；增强的安全功能，如可以使用Apple ID登入「使用 Apple 登入（Sign in with Apple（页面存档备份，存于））」。
此外，一些细节功能也得到改善：音量控制显示效果被改为左上角音量悬浮栏从而避免遮挡屏幕；iPhone支持同时连接两副AirPods无线耳机以分享歌曲；Apple Music应用的歌曲播放页被重新设计，支持滚动歌词；Siri朗读支持了自然语义识别；內建键盘支持滑动输入；可向通讯录好友分享自己的iMessage大头照和个人信息；照片分享页面得到改进；截图标记工具设计风格回归拟物化；Memoji（页面存档备份，存于）支持妆容选择并可以存储在键盘表情栏用于第三方app，等等。
在iOS 13內，「寻找我的朋友」和「寻找 iPhone」App也被合并为「寻找」App。

## 特色

### 私隱
iOS 13變更了地理定位數據的處理方式。當某應用程式要求存取定位資訊時，用戶可選擇在使用該應用程式時授予存取權限，從不授予，或是僅授予單次存取。當應用程式在背景存取定位資訊時，應用程式要求存取藍芽和Wi-Fi時（這兩項功能也可用於未經同意的地理位置定位），用戶也將收到類似的後台位置存取詢問提示。
根據2019年8月的報導消息指出，自2020年4月開始用於VoIP的PushKit API將僅限於互聯網電話的使用，從而彌補其他應用程序於背景資料收集的「漏洞」。

### 使用者介面
iOS 13的操作系統可以切換為黑暗模式（Dark Mode），顧名思義就是把整個操作介面變成暗黑色的主色調，並降低屏幕亮度，尤其在昏暗環境觀看更舒適，可以保護雙眼，讓OLED屏幕更耐用，而且更省電。全系統的黑暗模式讓用戶為整個iOS和iPadOS用戶界面、所有本機應用程式和支援的第三方應用程式啟用明暗配色方案。它可以手動開啟或設定為根據一天中的時間自動切換明暗模式。
音量指示器進行了重新設計，以一個更纖細的長條取代了較大的置中覆蓋層，縱向靠近音量鍵，橫向時顯示在頂部。該長條也可以直接操作。
Apple Music、Apple Podcasts和Apple Books卡片的用戶界面元素已在系統範圍內實現，可供第三方在其應用程式中使用。

### Siri
Siri使用一種稱為「神經TTS」的軟件合成的語音，旨在聽起來比以前所使用人聲剪輯的版本更自然。Siri也變得更加實用，並且提供了新的聲音控制。在默認情況下，Siri的應用程式捷徑會安裝於裝置中。Siri還會使用HomePod來學習和識別不同人的聲音。Siri也可以在AirPods上自動大聲朗讀收到的訊息。

### 鍵盤
QuickType虛擬鍵盤具有QuickPath，讓用戶在鍵盤上滑動手指以完成單詞和短語。此功能從前只能透過第三方鍵盤應用程式使用，例如：SwiftKey、Adaptxt、Gboard和Swype。表情符號貼紙已包含在表情符號鍵盤上，並且可用於任何常規的表情符號的地方。

### 文字編輯
iOS 13和iPadOS 13為剪下、複製、貼上、撤消和重做添加了全新的系統級手勢界面。三指向左或向上滑動將撤消；三個手指向右或向下將重做；一個三指捏是複製；兩個三指捏是剪下；三指打開是貼上。三指單擊將顯示一個包含所有五個選項的快捷選單。
藍色文本指標可以在文本字段周圍移動，方法是按住以拾取並移動它。許多用於文本選擇的新選項獲新增：雙點擊一個單詞將會選擇它；點擊三下則選擇一個句子，而點擊四下則選擇一個段落。

### 「使用Apple登入」
一項名為「使用Apple登入」新的單一登錄服務已跟iOS 13合成，並且讓用戶以最少的個人信息為第三方服務建立帳戶。用戶可以使用私人的真實電子郵件地址，或選擇為每個帳戶製作一個一次性電子郵件地址以提高隱私和匿名性，並減少可與單一電子郵件地址相關聯的信息量。
所有支援第三方登入方式的iOS應用程式（例如Facebook或Google），都必須實踐「使用Apple登入」。iOS人機介面指引還指出，在應用程式界面中，「使用Apple登入」應優先於應用程式界面中的任何其他登錄程序。

### 效能
iOS 13包含多項效能改進。iPhone X、XS/XS Max和XR的Face ID速度比iOS 12快了30%。一種新的文件格式使應用程式下載量減少多達50%，應用程式更新量減少多達60%，而應用程式開啟速度提高了兩倍。

### 壽命延長器
跟許多筆記本電腦相類似，iOS 13具有將電池充電百分比限制為80%的功能。它保持電池百分比更集中，而不是完全充電和放電以減少對電池的壓力。這減少了鋰離子電池的電池老化並延長其使用壽命。

### Haptics 觸覺感應
iOS 13引入了新的核心觸覺框架。在 iOS 13 之前，應用程式只能提供默認的觸覺模式。核心觸覺讓開發人員能夠更精細地控制iPhone的觸覺引擎（Taptic Engine），包括同步音頻，容許應用程式提供自訂的觸覺和音頻反饋。此功能僅適用於iPhone 8或更新機型。由於這些裝置中缺少觸覺馬達，所以iPod Touch也不支援它。
3D觸控於iOS 13中被蘋果公司專為iPhone Xʀ以及後續iPhone 11系列所開發的觸控操作方式Haptic Touch取代。在舊有的仍具備有3D觸控面板設計的機型上（iPhone 6S～iPhone Xs)，3D觸控仍可以触发操作，其有相較於Haptic Touch更快的反應速度。

### Apple Music
iOS 13 中，Apple Music首次支持滚动即時歌词。同时，歌曲播放详情页也得到了改变。

### 地图
iOS 13中，苹果地图针对美国境內推出了类似竞争对手Google Maps的街景地图功能，并预计2019年底开放使用；其他国家將在2020年陆续开放街景功能。此外，地图显示内容也更加细致丰富。针对中国境内使用者，苹果地图还增加了路口导航功能。

### HomeKit
iOS 13的Homekit新增加了安防视频功能。用户连接到Homekit的安防摄像头所拍摄的视频将会被端到端加密，并储存在iCloud的专用无限储存空间内，仅家庭内受邀的用户可以访问这些视频。

### 訊息
在iOS 13中，“信息”应用程序传送信息时可以将自己编辑的个人资料和头像一同传送给对方，从而使得iMessage相比传统短信更接近Facebook  Messenger、Line和微信等即时通讯应用程序。

### 相機和照片
- iOS 13中，人像光效得到了改善。用户可以在拍照之后再调整打光距离从而取得更独特的照片效果。
- “照片”应用程序得到重大升级，照片排列顺序现在被划分为年、月、日和全部照片四个层级，所有照片皆按照该逻辑被自动整理归类。
- 在照片编辑页面，各项参数设置的界面更加明了清晰，设置项也更多，例如垂直和水平视角矫正之类的功能被加入编辑器。系统内置滤镜在iOS 13内也支持调整滤镜强度。此外，iPhone首次支持了在“照片”app内对视频进行色调、光效、时长、旋转和剪裁等方面的编辑。

### 邮件
- 标记电子邮件时時，可以从各种颜色中进行选择。彩色标志在所有Apple设备上可通过iCloud同步到Mail，并且可以随时將其更改或刪除。
- 除了「回复」、「回复全部」、「转发」和「队列」之外，「回复」选项还增加「标记为未读」、「移至垃圾邮件」、「移至其他信箱」、「标记选项」以及新的「静音」选项。
- 将所有Apple设备上电子邮件通知静音。
- 当您输入文字时，键盘上方会出现一个方便的新格式栏，提供全面的格式和附件选项，包括扫描，插入照片或影片，加入附件和插入图纸的功能。
- 新项目栏增加了全面的文字格式工具，可让您编辑具有专业格式的电子邮件。格式化包括新的字体样式，大小和颜色选择、删除线、对齐、编号和项目符号列表，以及缩进。
- 支持所有系统字体以及自行安裝的字体。
- 新的照片选择器占据屏幕的下半部分，可在选择照片时看到的电子邮件。
- 更新了地址自动填写功能
- 将在收件人加到到电子邮件地址时，会列出每个发件人下的电子邮件地址选项

### Memoji
Memoji 新增了更多设计，从头发、嘴唇、帽子、耳环、甚至可以戴 AirPods。此外，还增加了 Memoji Sticker，将可在 A9 处理器或以上的 iOS 系统设备上使用，并可发送至其他iPhone用户的手机上。Memoji制作的表情还可添加到键盘的“表情符号”栏并运用于第三方apps。

### 手柄支持
從iOS 13和macOS Catalina開始，蘋果對其設備添加了對DualShock 4手柄和Xbox無線手柄的支持，並准許用戶通過連接手柄遊玩特定遊戲。而任天堂Joy-Con和Switch Pro手柄則由於採用了另外的藍牙協議而無法連接到iOS和Mac設備。

## 支持设备
由於iOS 13 僅支援搭載Apple A9或以上版本晶片的iPhone，和一定要擁有 2GB RAM 或以上機型的iPhone，因此蘋果已終止支援所有搭載Apple A7 和 Apple A8 晶片的 iPhone 和 iPod Touch，包括iPhone 5S、iPhone 6、iPhone 6 Plus、iPod touch 6均無法升級到iOS 13。這也是蘋果第一次淘汰部分搭載64位元處理器的手機。
至於iPad系列設備升級後所使用的操作系統更名為：iPadOS。
有关iPad设备的系统更新，详见iPadOS#支持设备。

| - iPhone 6s - iPhone 6s Plus - iPhone SE - iPhone 7 - iPhone 7 Plus - iPhone 8 - iPhone 8 Plus - iPhone X - iPhone XS - iPhone XS Max - iPhone XR - iPhone 11 - iPhone 11 Pro - iPhone 11 Pro Max - iPhone SE (第二代) | - 第七代 |

## 版本历史
|  | 历史版本 |  | 目前版本 |  | Beta |

| 版本   | 版本详情            | 组建          | 日期           | 備註            |
| ------ | ------------------- | ------------- | -------------- | --------------- |
| 13.0   | Developer beta 1    | 17A5492t      | 2019年6月4日   |                 |
| 13.0   | Developer beta 2    | 17A5508m      | 2019年6月18日  |                 |
| 13.0   | Public beta 1       | 17A5508m      | 2019年6月23日  |                 |
| 13.0   | Developer beta 3    | 17A5522f      | 2019年7月3日   |                 |
| 13.0   | Developer beta 3    | 17A5522g      | 2019年7月9日   |                 |
| 13.0   | Public beta 2       | 17A5522g      | 2019年7月9日   |                 |
| 13.0   | Developer beta 4    | 17A5534f      | 2019年7月18日  |                 |
| 13.0   | Public beta 3       | 17A5534f      | 2019年7月19日  |                 |
| 13.0   | Developer beta 5    | 17A5547d      | 2019年7月30日  |                 |
| 13.0   | Public beta 4       | 17A5547d      | 2019年7月31日  |                 |
| 13.0   | Developer beta 6    | 17A5556d      | 2019年8月8日   |                 |
| 13.0   | Public beta 5       | 17A5556d      | 2019年8月9日   |                 |
| 13.0   | Developer beta 7    | 17A5565b      | 2019年8月16日  |                 |
| 13.0   | Public beta 6       | 17A5565b      | 2019年8月16日  |                 |
| 13.0   | Developer beta 8    | 17A5572a      | 2019年8月22日  |                 |
| 13.0   | Public beta 7       | 17A5572a      | 2019年8月22日  |                 |
| 13.0   | Golden Master       | 17A577        | 2019年9月11日  |                 |
| 13.0   | 正式版              | 17A577        | 2019年9月20日  |                 |
| 13.1   | Developer beta 1    | 17A5821e      | 2019年8月28日  |                 |
| 13.1   | Public beta 1       | 17A5821e      | 2019年8月29日  |                 |
| 13.1   | Developer beta 2    | 17A5831c      | 2019年9月5日   |                 |
| 13.1   | Public beta 2       | 17A5831c      | 2019年9月5日   |                 |
| 13.1   | Developer beta 3    | 17A5837a      | 2019年9月11日  |                 |
| 13.1   | Developer beta 4    | 17A5844a      | 2019年9月19日  |                 |
| 13.1   | 正式版              | 17A844        | 2019年9月25日  |                 |
| 13.1.1 | 正式版              | 17A854        | 2019年9月28日  |                 |
| 13.1.2 | 正式版              | 17A860/17A861 | 2019年10月1日  |                 |
| 13.2   | Developer beta 1    | 17B5059g      | 2019年10月3日  |                 |
| 13.2   | Developer beta 2    | 17B5068e      | 2019年10月11日 |                 |
| 13.2   | Developer Beta 3    | 17B5077a      | 2019年10月16日 |                 |
| 13.2   | Developer Beta 4    | 17B5084a      | 2019年10月24日 |                 |
| 13.1.3 | 正式版              | 17A878        | 2019年10月16日 |                 |
| 13.2   | 正式版              | 17B84         | 2019年10月29日 |                 |
| 13.2.1 | 正式版              | 17B90         | 2019年10月31日 | 只適用於HomePod |
| 13.2.2 | 正式版              | 17B102        | 2019年11月8日  |                 |
| 13.2.3 | 正式版              | 17B111        | 2019年11月19日 |                 |
| 13.3   | Developer beta 1    | 17C5032d      | 2019年11月6日  |                 |
| 13.3   | Developer beta 2    | 17C5038a      | 2019年11月13日 |                 |
| 13.3   | Developer Beta 3    | 17C5046a      | 2019年11月21日 |                 |
| 13.3   | Developer Beta 4    | 17C5053a      | 2019年12月6日  |                 |
| 13.3   | 正式版              | 17C54         | 2019年12月10日 |                 |
| 13.3.1 | Developer beta 1    | 17D5026c      | 2019年12月18日 |                 |
| 13.3.1 | Developer beta 2    | 17D5044a      | 2020年1月15日  |                 |
| 13.3.1 | Developer beta 3    | 17D5050a      | 2020年1月24日  |                 |
| 13.3.1 | 正式版              | 17D50         | 2020年1月29日  |                 |
| 13.4   | Developer beta 1    | 17E5223h      | 2020年2月6日   |                 |
| 13.4   | Developer beta 2    | 17E5233g      | 2020年2月20日  |                 |
| 13.4   | Developer beta 3    | 17E5241d      | 2020年2月27日  |                 |
| 13.4   | Developer beta 4    | 17E5249a      | 2020年3月4日   |                 |
| 13.4   | Developer beta 5    | 17E5255a      | 2020年3月11日  |                 |
| 13.4   | Developer beta 6/GM | 17E255        | 2020年3月18日  |                 |
| 13.4   | 正式版              | 17E255        | 2020年3月25日  |                 |
| 13.4.1 | 正式版              | 17E262        | 2020年4月8日   |                 |
| 13.4.5 | Developer beta 1    | 17F5034c      | 2020年4月1日   |                 |
| 13.4.5 | Developer beta 2    | 17F5044d      | 2020年4月16日  |                 |
| 13.5   | Developer beta 3    | 17F5054h      | 2020年4月30日  |                 |
| 13.5   | Developer beta 4    | 17F5065a      | 2020年5月7日   |                 |
| 13.5   | Developer beta 5/GM | 17F75         | 2020年5月19日  |                 |
| 13.5   | 正式版              | 17F75         | 2020年5月26日  |                 |
| 13.5.1 | 正式版              | 17F80         | 2020年6月2日   |                 |
| 13.5.5 | Developer beta 1    | 17G5035d      | 2020年6月2日   |                 |
| 13.6   | Developer beta 2    | 17G5045c      | 2020年6月10日  |                 |
| 13.6   | Developer beta 3    | 17G5059c      | 2020年7月1日   |                 |
| 13.6   | Developer beta 4/GM | 17G68         | 2020年7月10日  |                 |
| 13.6   | 正式版              | 17G68         | 2020年7月16日  |                 |
| 13.6.1 | 正式版              | 17G80         | 2020年8月13日  |                 |
| 13.7   | Developer beta      | 17H33         | 2020年8月27日  |                 |
| 13.7   | 正式版              | 17H35         | 2020年9月2日   |                 |

## 争议

### 程序错误
iOS 13（包括iPadOS）的beta版和正式版，因程序错误过多而经常为人诟病。
iOS 13.0出现了很多严重的问题，包括：
- 应用程序异常退出
- 后台运行的应用程序异常退出（杀后台）
- 三指触摸屏幕“弹出文本编辑框”
- 相机和面容ID不工作
- 电池续航能力萎缩
- 一系列其他问题

iOS 13.2虽然对前述错误有所修正，但是由于新功能的添加和修复不彻底，仍存在以下问题：
- 杀后台（13.2.2有所修正）
- HomePod变砖
- 耗电严重、电池续航能力萎缩
- 其他问题

iOS 13的其它版本也存在或多或少、或大或小的问题。直到iOS 13.6才将大部分错误修正完毕。iOS 13.6.1修复了散热管理问题导致的屏幕发绿问题。
iOS 13是第一个版本号第二位最大的iOS系统，最新版本的版本号为13.7。相比之下，截至2020年7月16日，iOS 12的最新版本为12.4.8，iOS 11的最新版本为11.4.1。

### 功能缩减
部分型号的3D Touch功能被弱化。例如3D Touch大部分时候的效果变成等同于长按，比原先触发的时间更长。使用Peek pop功能预览图片的时候手指必须离开屏幕才能进入图片详情。也不再支持利用3D Touch来移到光标选择文本，但可以长按空格键来移动光标。同时选择文本时的放大镜效果也被去除。

### 移除中华民国国旗
2019年10月3日，与其他地区包括台湾地区的iOS用户比较，中国大陆、香港、澳门又多了一个版本，当用户更新iOS 13.1.1时，移除了中华民国国旗Emoji，界面也显示了“☒”标志，Siri回答时，将台湾称呼为“中国台湾”。甚至在英文输入法键盘上输入“Taiwan”也无法出现中华民国国旗。

## 外部連結
- 官方網站（页面存档备份，存于） （繁體中文）